# クリス・フェッター
クリストファー・W・フェッター（Christopher W. Fetter, 1985年12月23日 - ）は、アメリカ合衆国インディアナ州ハミルトン郡カーメル出身の元プロ野球選手（投手）、野球指導者。右投右打。現在は、MLBのデトロイト・タイガースで投手コーチを務める。

## 経歴
2009年のMLBドラフト9巡目（全体264位）でサンディエゴ・パドレスから指名され、プロ入り。この年から2012年までパドレス傘下のマイナー球団でプレーしたが、メジャー昇格が無いまま引退した。
引退後は2013年にパドレス傘下のAA級サンアントニオ・ミッションズの投手コーチ、2014年から2年間はロサンゼルス・エンゼルスのスカウトを務めた。その後、2016年から3年間は母校であるミシガン大学の投手コーチ、2019年から2年間（2020年は新型コロナウイルスの影響でマイナーリーグの試合が開催されず）はデトロイト・タイガース傘下のAAA級トレド・マッドヘンズの投手コーチを歴任した。
2021年からはタイガースの投手コーチを務める。

## 詳細情報

### 背番号
- 52（2021年 - 2022年）
- 41（2023年 - ）